# サービスプロバイダインタフェース
サービスプロバイダインタフェース（英: Service Provider Interface, 略：SPI）は、ソフトウェアコンポーネントの置き換えを可能にする仕組み。

## 概要
例えば、JDBC、JCE、JNDI、JAXP、JBI、Java Image I/OなどのJavaパッケージで使われている。
詳細は、置き換え可能なコンポーネントとサービスプロバイダインタフェース（英語）を参照。